# Лінне (Куявсько-Поморське воєводство)
Лінне (пол. Linne) — село в Польщі, у гміні Рипін Рипінського повіту Куявсько-Поморського воєводства.
Населення — 217 осіб (2011).
У 1975-1998 роках село належало до Влоцлавського воєводства.

## Демографія
Демографічна структура станом на 31 березня 2011 року:
|          | Загалом | Допрацездатний вік | Працездатний вік | Постпрацездатний вік |
| -------- | ------- | ------------------ | ---------------- | -------------------- |
| Чоловіки | 120     | 38                 | 68               | 14                   |
| Жінки    | 97      | 22                 | 53               | 22                   |
| Разом    | 217     | 60                 | 121              | 36                   |